# Люцифер

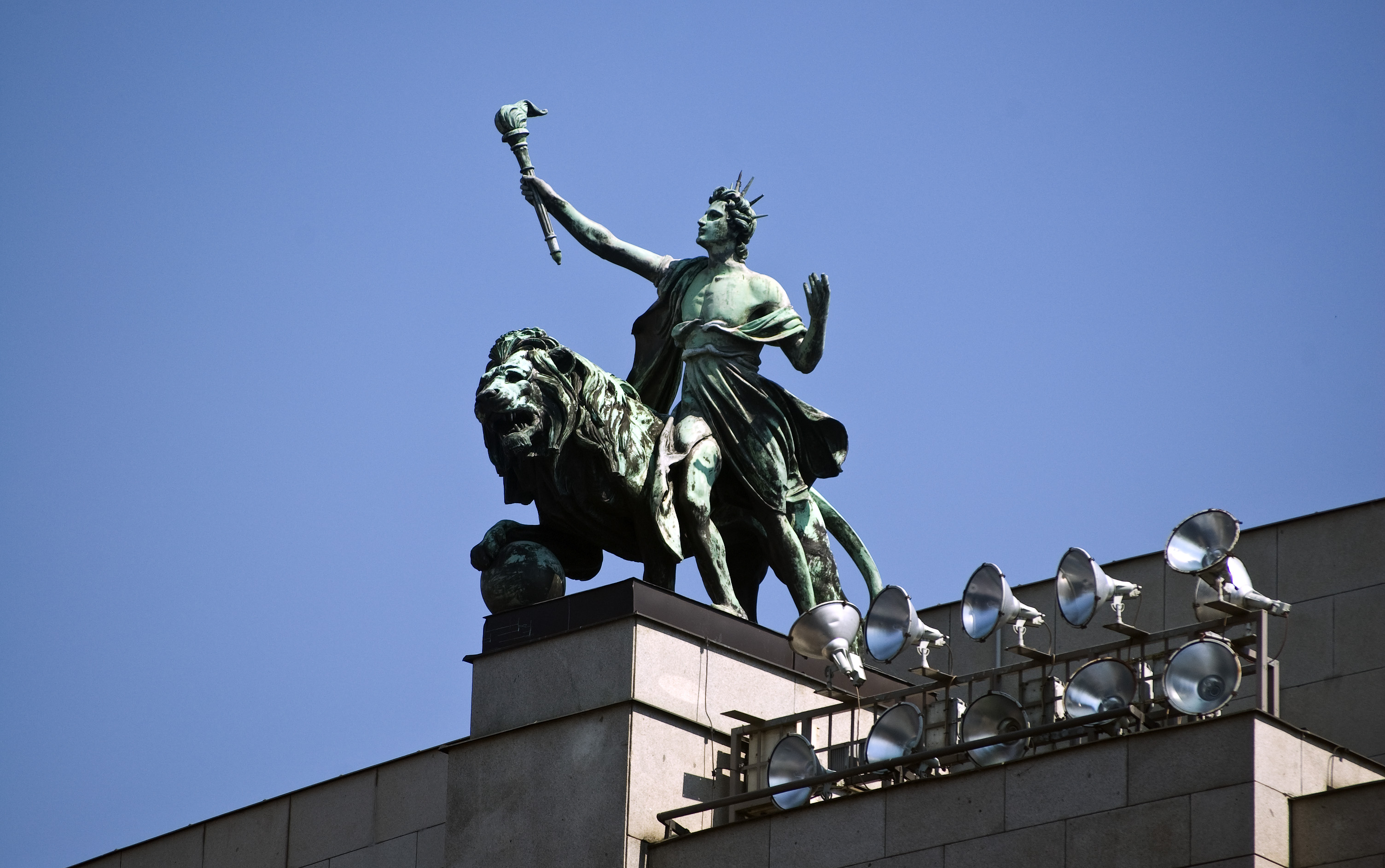
Мармурова статуя Люцифера на будівлі НБЧ

Люци́фе́р, також Луци́пер і Люци́пер (лат. Luxfero, «світлоносець»), —
1) епітет божеств, які відали небесними світилами — Діана, Аврора та ін.;
2) назва вранішньої зірки (Венери) як представниці світанку. Люцифер уважався сином Еос і титана Астрея (варіант: Кефала).
3) у Книзі Еноха згадується занепалий янгол Га́дріель, по-англ. Gadreel. Про нього говориться як про того, хто спокушав Єву.
4) у християнстві він має безліч імен, наприклад такі як: Диявол, Сатана, Вельзевул, Асмодей, Левіафан, Веліал, Молох й так далі.
5) у Біблії до падіння він був херувимом, але через марнославство і зухвалість Господь вигнав його з небес.

## Етимологія
Латинське слово «Lucifer» складається з латинських коренів «lux» (світло) і «fer» (нести). У Римі, за часів пізньої імперії використовувалося як чоловіче особисте ім'я. Існував, зокрема, Святий Люцифер — церковний діяч IV ст., єпископ Кальярі (Сардинія), противник аріанства. Крім того, Люцифер — одна з давньоримських назв планети Венера та згадується в Енеїді:
|  | Тим часом Люцифер зійшов над вершинами Іди, День виводячи за собою. |

## Люцифер у християнстві
У християнстві слово використовується 6 разів у Вульгаті.
|  | І ми маємо слово пророче певніше. І ви добре робите, що на нього вважаєте, як на світильника, що світить у темному місці, аж поки зачне розвиднятися, і світова зірниця засяє у ваших серцях, Оригінальний текст (лат.) et habemus firmiorem propheticum sermonem cui bene facitis adtendentes quasi lucernae lucenti in caliginoso loco donec dies inlucescat et lucifer oriatur in cordibus vestris |

Архистратиг Михаїл долає Люцифера (на гербі Брюсселя)

Перша згадка про Люцифера зустрічається в Книзі Ісаї, написаної староєврейською. Тут, згідно тлумачення Тертуліана (ІІІ ст. н.е.) династія вавилонських царів порівнюється із занепалим ангелом, завдяки чому читач дізнається історію про те, як один з херувимів забажав стати рівним Богові й був за це скинутий із небес. В оригіналі вжито єврейське слово «Гейлель» (івр. הֵילֵל, ранкова зірка, денниця):
|  | Як спав ти з неба, денниця, син зорі! Розбився об землю, погромнику народу. А говорив у серці своєму: «Зійду на небо, вище зірок Божих поставлю престол свій, і сяду на горі в сонмі богів, на кінцях північних, зійду на висоти хмарні, буду подібний до Всевишнього». Але скинуто тебе в пекло, в глибини пекла. Ті, що на тебе вдивляються, розмірковують про тебе: «Чи це той чоловік, що потрясав царства, всесвіт зробив пустелею і руйнував міста її, бранців своїх не пускав додому? |

У іншій старозавітній Книзі пророка Єзекіїля — падіння міста Тіра також порівнюється з падінням ангела, хоча «ранковою зіркою» він не називається:
|  | Ти помазаний Херувим хоронитель, і Я дав тебе на те; ти був на святій горі Божій, ходив серед огнистого каміння. Ти був бездоганний у своїх дорогах від дня твого створення, аж поки не знайшлася на тобі несправедливість. Твоє нутро насиллям, і ти згрішив; і Я скинув тебе, як нечистого, з гори Божої, вигнав тебе. Від краси твоєї піднесло тебе твоє серце, ти занапастив мудрість свою; за те Я скидаю тебе на землю, перед царями віддаю тебе на ганьбу. |

Юдеї і ранні християни не використали «Гейлель» як ім'я Сатани, для них це слово не мало негативного відтінку. Слід мати на увазі, що в Новому Заповіті з ранковою або досвітньою зіркою порівнювали Ісуса Христа (Чис. 24:17; Псалом 88:35-38, т2 Петра 1:19, Об'явл. 22:16 НМ, 2-e Петра 1:19 НМ)
- до четвертого століття — один з епітетів Христа[5];

## Люцифер в сучасному сатанізмі
Образ Люцифера зберігається більш-менш незмінним в джерелах, автори яких належать до різних традицій. Характеристики цього образу:
- Свобода чи повстання.
- Гордість.
- Пізнання (аморальне пізнання, вульгарне).

Inferion — система знаків демонів і коротких описів, видавана Vox Inferni Press, описує Люцифера як духа Повстання і батька Гордині. У Liber Azerate Люцифер описується, як «доброзичливий аспект Сатани, який своїм світлом висвітлює надійний шлях і вказує дорогу до свободи і божественної влади по той бік кордонів творіння». У Luciferian Witchcraft Люцифер описаний як «Чорне полум'я розуму і волі». Список демонів Антона Шандора Ла-Вей наводить наступний опис Люцифера: «Люцифер — (лат.) носій світла, освіти, ранкова зірка, Володар повітря і Сходу».

## Люцифер у мунізмі
Це архангел, створений як слуга-вихователь для Адама й Єви, який через ревність до Божої любові змістив центр свого бажання на себе. У «Викладі Принципу» пояснюється, що, побачивши більшу прихильність Бога до людей, Люцифер забажав «непринципової» любові: він утворив інтимний зв’язок з незрілою Євою, а відтак через неї — з Адамом. Так архангел порушив початкову ієрархію «Бог → людина → ангел», перевернув панування й перетворився на сатану, з яким людство пов’язане кровним родоводом. 
Унаслідок гріхопадіння люди успадкували риси гріховної природи. Провидіння відновлення, починаючи з жертви Каїна й Авеля й аж до другого пришестя Месії, покликане «розвернути» цю історію: люди мають підкорити сатану істинною любов’ю й поставити його назад у роль архангела-служителя. Кінцева мета — повернення Люцифера до споконвічного статусу святого ангела, що допомагає Божим дітям у Царстві Небесному на землі та на небі.
Згідно з богослов’ям Церкви Об’єднання, архангел Люцифер, ототожнюваний із Сатаною, «природно здався» 21 березня 1999 року, письмово визнавши свою провину перед Богом та людством. У муністській екзегезі цей акт вважається початком повернення Люцифера до ролі ангела-служителя, хоча його підлеглі, за їхнім ученням, залишаються активними, а люди покликані надалі викорінювати в собі гріховну природу.

## У масовій культурі
- Пісня «Sympathy for the Devil», написана в 1968 році Міком Джаггером і Кейтом Річардсом, співається Джаггером від першої особи з точки зору Люцифера. Пісня займає 32 місце в списку 500 найкращих пісень усіх часів за версією журналу Rolling Stone.
- Пісні «Lucifer» та "Ora Pro Nobis Lucifer"(з лат. - Моліться За Люцифера) групи Behemoth
- Люцифер є батьком головного героя психологічного квесту Lucius.
- Пісня «Lucifer» групи SHINee
- Пісня «Lucifer's Angel» групи The Rasmus
- Пісня «NIB» групи Black Sabbath, виповнюється від особи Люцифера.
- Пісня «Lucifer» групи Blue System
- Пісня «Morning Star» шведської метал- симфон групи Therion
- Пісня  «Angel Of Light» групи» Mercyful Fate
- Пісня «Dance with the devil» групи Breaking Benjamin
- Інструментальна композиція "Lucifer" групи The Alan Parsons Project, альбом Eve, 1979 р.
- Люцифер (телесеріал)
- Люцифер - один із головних антагоністів у кількох сезонах  телесеріалу "Надприродне".